# Innogy
Společnost innogy, celým názvem innogy Česká republika a.s. je v česku působící energetická společnost vlastněná od roku 2020 maďarskou společností MVM Energetika Zártkörűen Működő Részvénytársaság, která je součástí MVM Group. Od roku 2016, kdy vznikla, do roku 2020 byla z větší části vlastněná mateřskou skupinou RWE a součástí mezinárodní skupiny innogy. 
V roce 2016 byla mezinárodní skupina innogy podle tržní hodnoty největší energetickou skupinou v Německu. V Česku měla v témže roce innogy 1,7 milionu zákazníků. Poskytuje dodávky zemního plynu, elektřiny a další s tím spojené služby. V roce 2019 měla v Česku zhruba 4100 zaměstnanců.

## Historie

### Pod RWE
Společnost innogy se sídlem v Essenu vznikla v roce 2016 vyčleněním divizí obnovitelných zdrojů, obchodu a sítí z koncernu RWE. Se svými třemi oblastmi podnikání (obnovitelné zdroje, sítě a infrastruktura, obchod) působila innogy v řadě evropských zemí - v Německu, Anglii, Francii, Španělsku, Polsku, Portugalsku, Itálii, Švýcarsku, České republice a dalších zemích.

### Prodej innogy E.ONu
Na podzim roku 2019 získal energetický koncern E.ON od evropských regulačních úřadů povolení ke koupi innogy od jejího většinového vlastníka RWE. Výměnou za svůj 76,8 procentní podíl v innogy získala RWE 16,7 procentní podíl v E.ONu, čímž se RWE stalo největším akcionářem E.ONu. Podmínkou pro tuto velkou mezinárodní transakci byl prodej české pobočky innogy, protože spojením české pobočky innogy a české pobočky E.ONu by došlo k dosažení monopolního postavení v České republice.

### Pod MVM Group
V létě 2020 byla česká část skupiny innogy koupena od E.ONu maďarským koncernem MVM Group. Ředitel MVM Group György Kóbor uvedl, že plánuje dále rozvíjet silnou pozici innogy na českém trhu.

## Dceřiné a sesterské společnosti innogy
V Česku věnuje činnostem ve čtyřech hlavních oblastech - dodávkám zemního plynu a elektřiny, distribuci plyny, skladování plynu v podzemních zásobnících a výrobě tepla a elektřiny. Své aktivity v České republice řídí innogy prostřednictvím dceřiných a sesterských společností. Obchodní společnost innogy Energie zajišťuje dodávky zemního plynu a elektřiny a také další služby jako pronájem LED žárovek nebo detektorů kouře a CO či pojištění domácnosti. Pod společnost innogy Grid Holding patří distribuce plynu na území celé České republiky kromě Prahy a jižních Čech. Jedná se o tzv. regulovanou činnost, nad kterou vykonává dohled Energetický regulační úřad. Společnost innogy Gas Storage se zabývá skladováním zemního plynu v podzemních zásobnících a hlavní činností innogy Energo je teplárenství (rozvoj decentralizovaných zdrojů) a provoz sítě plnicích CNG stanic pro automobily na stlačený zemní plyn.

### innogy Grid Holding
Distribuční síť plynovodů v České republice patřící společnosti innogy Grid Holding tvoří 64 tisíc kilometrů[zdroj?] plynovodů a další technická zařízení na celém našem území kromě Jihočeského kraje a Prahy. Společnosti innogy Grid Holding (GridServices, GasNet) se vyčlenily z koncernu už 1. ledna 2007 v reakci na nařízení EU a novely energetického zákona, které odstartovaly tzv. unboundling - právní oddělení vlastníka sítí od vlastníka obchodní společnosti. Správa distribuční plynovodní soustavy, kterou vykonává distributor plynu, zahrnuje provoz, přepravu plynu, údržbu a opravy plynárenských zařízení, měření spotřeby a kvality zemního plynu, připojování a odpojování zákazníků a provoz dispečinku.

### innogy Gas Storage
Podzemní zásobníky zemního plynu slouží k vyrovnávání sezónních výkyvů ve spotřebě nebo ceně, zajišťují flexibilitu a přispívají k bezpečnosti dodávek. V ČR je v provozu 8 zásobníků, jedním takovým je podzemní zásobník zemního plynu Háje u Příbrami. Společnost innogy Gas Storage provozuje 6 z nich s celkovou kapacitou 2,7 miliardy m³[zdroj?] (4 plynová ložiska, 1 aquifer a 1 skalní kaverna). Nacházejí se v lokalitách Lobodice, Dolní Dunajovice, Štramberk, Třanovice, Tvrdonice a Háje u Příbrami. Podzemní zásobníky plynu plní svojí roli optimalizace plynárenské soustavy, stejně jako bezpečnostní pojistky pro případy nenadálých událostí v dodávce plynu.